# Opaon
Opaon is een geslacht van rechtvleugeligen uit de familie veldsprinkhanen (Acrididae). De wetenschappelijke naam van dit geslacht is voor het eerst geldig gepubliceerd in 1902 door Kirby.

## Soorten
Het geslacht Opaon omvat de volgende soorten:
- Opaon eckhardtae Günther, 1940
- Opaon filicornis Descamps, 1973
- Opaon granulosus Kirby, 1902
- Opaon varicolor Stål, 1878